# Beit Aryeh-Ofarim
Beit Aryeh-Ofarim (in ebraico בֵּית אַרְיֵה-עֳפָרִים‎?) è un insediamento israeliano, organizzato come consiglio locale, situato nella parte settentrionale della Cisgiordania. Si trova a 32 chilometri (20 mi) a nord di Gerusalemme, 25 chilometri (16 mi) a est di Tel Aviv e 3.8 km a est della Linea Verde. È situato all'interno della Barriera di separazione. Nel 2018 contava una popolazione di 5 139.
La comunità internazionale considera gli insediamenti israeliani in Cisgiordania illegali secondo il diritto internazionale; il governo israeliano contesta questa posizione.

## Storia
Fondata nel 1981, fu riconosciuta come consiglio locale nel 1989. Nel 2004 fu annesso il villaggio di Ofarim. Beit Aryeh deve il suo nome al parlamentare Aryeh Ben-Eliezer, un importante sionista revisionista che fu tra i fondatori di Herut.
Secondo l'Applied Research Institute, la terra dove sorge Beit Aryeh fu confiscata a due villaggi palestinesi, Aboud e Al-Lubban al-Gharbi.
Nel 2011, il ministero della difesa israeliano firmò un accordo con la municipalità di Beit Aryeh per la costruzione di 100 nuove abitazioni ed unire Beit Aryeh e Ofarim.